# Arleta (Navarra)
Arleta es una localidad española de la Comunidad Foral de Navarra perteneciente al municipio de Esteríbar. Está situado en la Merindad de Sangüesa, en la Comarca de Auñamendi. Su población en 2014 fue de 7 habitantes (INE).

## Situación
Se encuentra al sur del valle de Esteribar. Al sur de Zabaldika, en una suave ladera de la sierra al oeste del río Arga. Limita al sur con Olloqui.

## Señorío de Arleta
El lugar de Arleta tiene su origen en un antiguo señorío, que dispuso de un Palacio de Cabo de Armería. Aunque mantuvo el carácter de señorío nobiliario hasta comienzos del siglo XIX, era gobernado por un diputado nombrado por el Valle de Esteribar y un regidor elegido en alernancia entre las familias.
Junto al palacio de Cabo de Armeria, que se conserva en pie, se encuentra una pequeña iglesia y algunas viviendas.
En el nomenclátor de 1981 contabilizada 18 vecinos; la población se ha ido reduciendo desde entonces y en el padrón del 2021 solo tiene tres habitantes.